# Collestrada
Collestrada è una frazione del comune di Perugia (PG), situata al confine est della circoscrizione VIII, sulla sommità di una piccola collina (246 m s.l.m.) che domina sia la pianura percorsa dal fiume Tevere che la vicina piana di Assisi, delle quali è spartiacque naturale; è facilmente identificabile anche da lontano, grazie al caratteristico viale in salita adornato da pini. Il borgo conta 2.301 residenti.

## Storia
Anticamente chiamato Colle della Strada, era noto per il grande ospedale di S. Lazzaro, usato per ospitare i pellegrini, probabilmente fondato intorno al 1099. Nel 1202, il castello di Colle della Strada venne sottomesso a Perugia; lo stesso anno, vi si svolse una grande battaglia tra le truppe di Assisi e Perugia, durante la quale Giovanni di Pietro Bernardone, il futuro san Francesco, fu fatto prigioniero assieme a tanti altri giovani assisiati.
Nel 1228, Gregorio IX pose l'ospedale sotto la giurisdizione della Santa Sede. Nel corso del XIII secolo venne dotato di molti beni e, infine, fortificato.
Nel XIV secolo venne danneggiato a più riprese, sia dalle truppe inglesi che da quelle pontificie, in guerra con Perugia.
Nel 1524, l'ospedale venne unito a quello della Misericordia di Perugia.
Il 5 novembre 1860, don Leone Farinelli, parroco, pur sapendo del rischio di incorrere nella sospensione a divinis, si presentò a Perugia per l'annessione dell'Umbria al Piemonte con un cappello con la scritta Sì.
Alla fine della I guerra mondiale, vi venne fondata una colonia-scuola per gli orfani di guerra.

## Monumenti e luoghi d'interesse
- Centro storico di Collestrada (XIII secolo), nato come lebbrosario. Il borgo antico è cinto da mura del XIV secolo ed è stato recentemente restaurato;
- Ospedalone;
- Bosco di Collestrada, residuo dell'antica macchia boschiva che ricopriva l'intera area a valle di Perugia nella preistoria.

## Economia
A partire dagli anni '90, Collestrada ha subito un forte sviluppo edilizio ed è diventato noto per l'omonimo centro commerciale, uno dei più grandi della regione.

## Società

### Evoluzione demografica
Popolazione nel 2001 (Censimento Istat): 113.
Popolazione nel 2011 (Censimento Istat): 2020 (incremento: +1788%).

## Galleria d'immagini

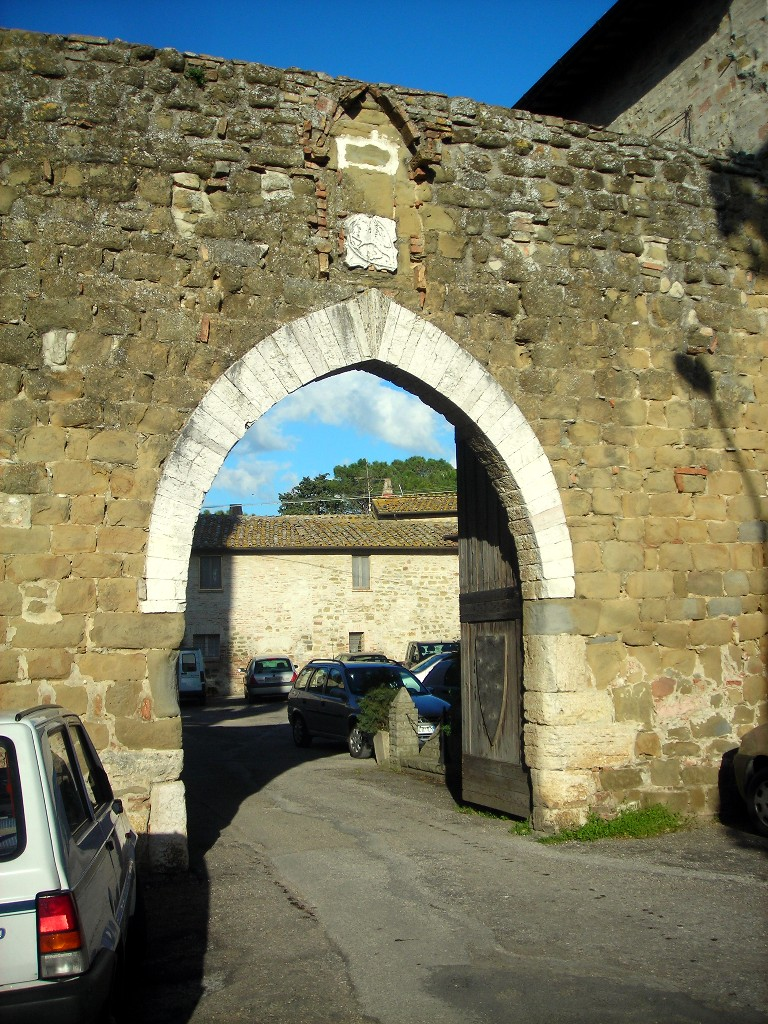
L'arco a sesto acuto della porta principale del borgo fortificato.
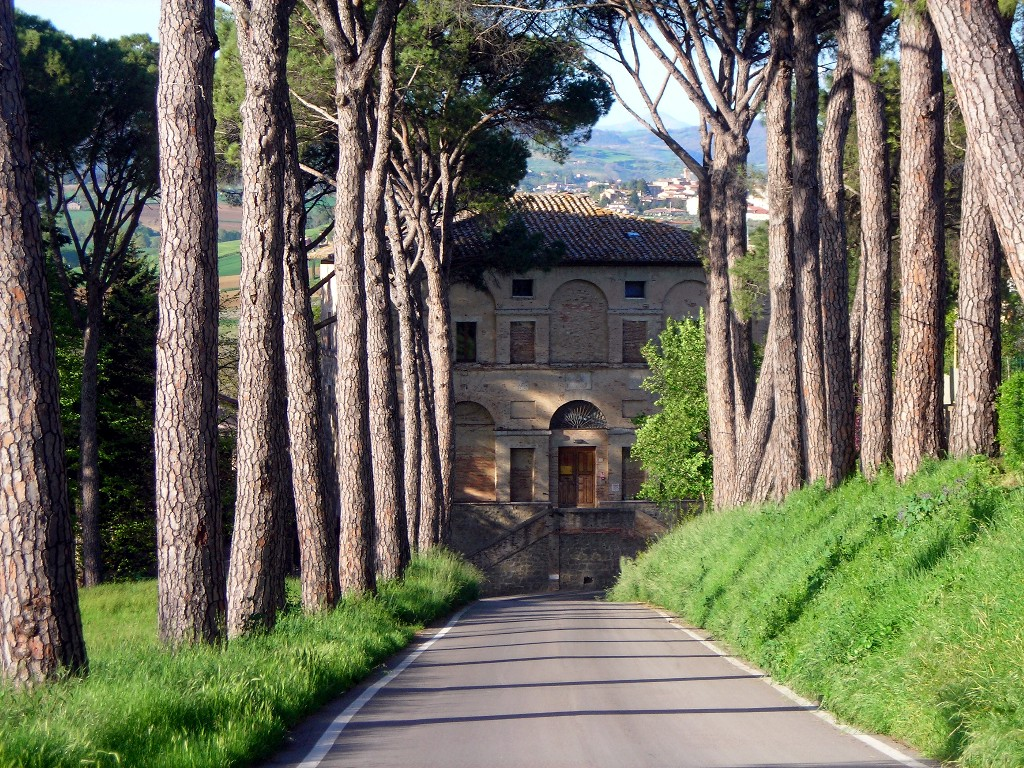
L'ospedalone di San Lazzaro, ora edificio scolastico.
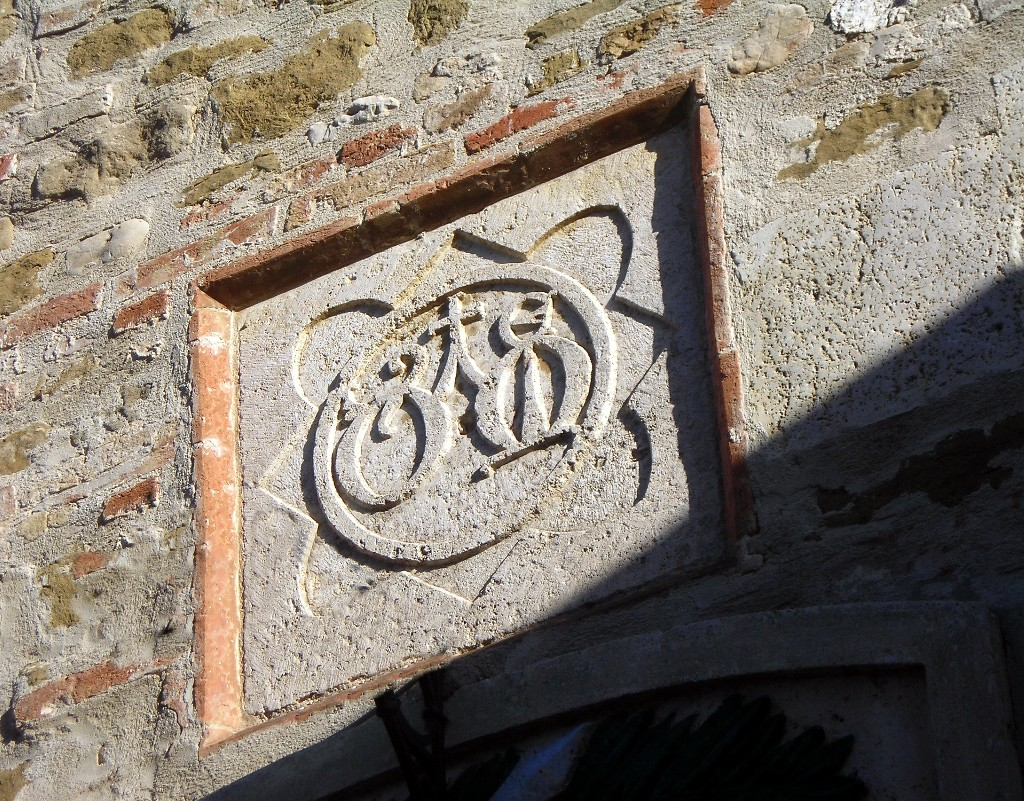
Il marchio dell'Ospedale della Misericordia di Perugia, all'interno del borgo.